# Estornell porpra
L'estornell porpra o estornell metàl·lic purpuri (Lamprotornis purpureus) és una espècie d'ocell de la família dels estúrnids (Sturnidae). Habita les sabanes del nord de l'Àfrica subsahariana, des del Senegal i Gàmbia, cap a l'est, fins a Sudan del Sud, Uganda i nord-oest de Kenya. El seu estat de conservació es considera de risc mínim.